# Geoff Uhrhane
Geoff Uhrhane (Gold Coast, 11 april 1991) is een Australisch autocoureur

## Carrière
In 2008 begon Uhrhane zijn autosportcarrière in het karting. Binnen een jaar stapte hij over naar het formuleracing, waar hij ging rijden in de Australische Formule Ford voor het team Sonic Motor Racing Services. Met in totaal vier podiumplaatsen, met als beste resultaat een tweede plaats in de eerste race op de Queensland Raceway, eindigde hij als zevende in het kampioenschap met 141 punten.
In 2010 bleef Uhrhane in de Australische Formule Ford rijden voor Sonic. In de tweede race op de Symmons Plains Raceway behaalde hij zijn eerste overwinning in het kampioenschap. Met in totaal vijftien podiumplaatsen eindigde hij als tweede in het kampioenschap met 269 punten, 92 punten minder dan kampioen Chaz Mostert.
In 2011 bleef Uhrhane in de Formule Ford rijden, maar nu in het Britse kampioenschap voor het team JTR. Hij behaalde twee overwinningen op Silverstone. Met in totaal tien podiumplaatsen eindigde hij als vijfde in het kampioenschap met 391 punten. Aan het eind van het jaar nam hij deel aan de Formule Ford Final, die hij in de Duratec-klasse als zesde afsloot. Dat jaar nam hij ook deel aan het raceweekend op Brands Hatch van de Britse Formule Renault, die hij allebei als dertiende finishte. Ook reed hij in het winterkampioenschap van deze klasse, waarin hij met een zesde plaats als beste resultaat als dertiende in het kampioenschap eindigde.
In 2012 stapt Uhrhane over naar de Formule 3, waar hij in het Britse Formule 3-kampioenschap rijdt voor het team Double R Racing. Hierdoor rijdt hij ook enkele races in de Formule 3 Euroseries en het Europees Formule 3-kampioenschap, waarvoor hij echter niet puntengerechtigd is. Hij eindigde het seizoen met als beste resultaat een achtste plaats en in totaal 35 punten als twaalfde en als laagst geklasseerde coureur die aan alle races deelnam. Ook nam hij deel aan de Masters of Formula 3 voor Double R. Hij kwalificeerde zich hier als vijftiende en kwam als twaalfde over de finish.